# Rungia salaccensis
Rungia salaccensis är en akantusväxtart som beskrevs av Sijfert Hendrik Koorders och Valet.. Rungia salaccensis ingår i släktet Rungia och familjen akantusväxter. Inga underarter finns listade i Catalogue of Life.